# Łuska (dermatologia)
Łuska (łac. squama) – w dermatologii, złuszczająca się warstwa rogowa. Może być wynikiem zejścia stanu zapalnego bądź nadmiernego (hiperkeratoza) lub nieprawidłowego (parakeratoza) rogowacenia. Przykładem choroby z hiperkeratozą jest łuszczyca, do dyskeratoz należy m.in. choroba Dariera.